# Christina Goldschmidt
Christina Anna Goldschmidt é uma probabilista britânica conhecida pelo seu trabalho em teoria das probabilidades, incluindo a teoria coalescente, árvores geradoras mínimas aleatórias e a teoria dos gráficos aleatórios. Ela é Professora de Probabilidade no Departamento de Estatística da University of Oxford e Fellow de Lady Margaret Hall, Oxford.

## Educação e carreira
Goldschmidt estudou matemática em New Hall, Cambridge, e continuou no Laboratório de Estatística de Cambridge para obter o seu doutoramento. A sua dissertação de 2004, Large Random Hypergraphs, foi supervisionada por James R. Norris.
Ela fez pesquisa de pós-doutoramento com Jean Bertoin na Universidade Pierre e Marie Curie, como Stokes Fellow no Pembroke College, Cambridge, e como EPSRC Postdoctoral Fellow em Oxford, antes de se tornar professora assistente em 2009 na Universidade de Warwick. Ela voltou para Oxford em 2011 e foi promovida a professora titular em 2017.

## Reconhecimento
Goldschmidt foi Medallion Lecturer do Institute of Mathematical Statistics em 2016. Em 2019 ela foi escolhida para se tornar uma Fellow do Institute of Mathematical Statistics, "por contribuições fundamentais para os campos da teoria da coalescência e fragmentação, e para os limites do contínuo para árvores e gráficos aleatórios ".